# فرانسوا إدموند فورتييه
فرانسوا إدموند فورتبيه (2 سبتمبر 1862 – 8 فبراير 1928) كان مصورًا فوتوغرافيًا فرنسيًا، وناشرًا لبطاقات البريد، وإثنوغرافيًا بصريًا. وثق المناظر الطبيعية، والمباني الإفريقية والاستعمارية، والتطورات العمرانية في داكار، والحياة اليومية في الريف، بالإضافة إلى القادة السياسيين والاقتصاديين في أكثر من 3300 صورة وبطاقة بريدية و. تشمل بطاقاته البريدية توثيقًا إثنوغرافيًا وكذلك لقطات بورتريه مُعدة مسبقًا، بعضها يحتوي على تصوير موحٍ بالإثارة لنساء من السكان الأصليين.
وقد جُمعت مطبوعات من صوره التاريخية كمثال على التصوير الفوتوغرافي في إفريقيا خلال أوائل القرن العشرين بواسطة متحف المتروبوليتان للفنون، ومكتبة الكونغرس، ومؤسسة سميثسونيان، ومتحف الفنون الجميلة في بوسطن، واليونسكو، بالإضافة إلى مجموعات في فرنسا.

## النشأة
```
وُلد فرانسوا-إدموند فورتبيه عام 1862 في قرية صغيرة تُدعى بلاين، في منطقة فوج شرقي فرنسا. كان والداه مزارعين في أرض فقيرة المحاصيل. في يوليو 1883، انتقل فورتبيه إلى باريس حيث عمل محاسبًا في شركة جملة تعمل في مجال المنسوجات. وفي عام 1884 تزوج من امرأة من أصل 
ألزاسي
، ورُزقا بابنتهما الأولى في العام التالي.
```

وصل فورتبيه إلى السنغال بعد عام 1888 وهو في أواخر العشرينيات من عمره، وعمل أولًا في مدينة سانت-لويس، التي كانت عاصمة غرب إفريقيا الفرنسية آنذاك. بعد الأول من ديسمبر 1898، أصبح معروفًا كمصور في استوديو سانت-لويس التابع لإيميل نوال، المراسل المحلي للمجلة الأسبوعية الباريسية Le Monde illustré. إلى جانب المصور لويس هوستالييه، الذي كان يعمل لصالح مجلة A travers le Monde الباريسية أيضًا، رسّخ نوال مكانته كمصور ناجح في المستعمرة الفرنسية 
في عام 1900، انتقل فورتبيه إلى داكار، التي أصبحت العاصمة الجديدة في عام 1902. بين عامي 1902 و1903، استكشف منطقة فوتا-دجلون، ثم منطقة غينيا العليا، ومن 1905 إلى 1906 سافر في منطقة السودان الفرنسي السابقة (التي تُعرف اليوم بمالي)، وأقام في باماكو، وجيني، وإقليم تمبكتو العسكري، حيث صوّر فرسان الطوارق الذين كانوا يحاربون القوات الفرنسية.
في عام 1906، نشر 500 بطاقة بريدية من رحلاته هذه تحت عنوان Collection Générale. تُظهر هذه الصور مدن كوناكري وكانكان وكينديا، وكذلك منحدرات باندياغارا. وتغطي الأنشطة المصورة جمع الضرائب من قبل الفرنسيين، وبناء السكك الحديدية، وحياة سكان الأنهار والمدن اليومية، وصيد الأسماك والقوارب، وإنتاج زبدة الكاريتي، بالإضافة إلى غزل ونسج القطن.